# 伊藤久美子 (ポルノ女優)
伊藤 久美子（いとう くみこ）は、1980年代中期に日活などで活躍した女優。

## 略歴
1984年の山城新伍監督作品『双子座の女』など、おもに日活ロマンポルノに出演した。1985年の薬師寺光幸監督『愛人・悦楽の午後』ではももよ役、同年の藤浦敦監督『絶倫海女 しまり貝』では芙佐役を演じた。1986年の深作欣二監督『火宅の人』にも出演している。

## 出演映画
- 双子座の女（にっかつロマンポルノ、1984年8月10日）
- 愛人・悦楽の午後（にっかつロマンポルノ、1985年5月8日）
- 絶倫海女 しまり貝（にっかつロマンポルノ、1985年7月20日）
- 火宅の人（東映、1986年4月12日）